# Globales Geschichtsbewusstsein
Der Begriff Globales Geschichtsbewusstsein ist eine Erweiterung des in der Geschichtsdidaktik seit den 1980er Jahren entwickelten Begriffs Geschichtsbewusstsein. Die Erweiterung dieses Begriffs auf den Begriff Globales Geschichtsbewusstsein soll zum Ausdruck bringen, dass der Prozess der Globalisierung Rückwirkungen auf Inhalte des historisch organisierten Lernens hat, die durch den Begriff Geschichtsbewusstsein nicht mehr ausreichend erfasst werden. 
Jörn Rüsen weist in diesem Zusammenhang auf die nach wie vor starke Orientierung historischen Denkens an nationalstaatlichen Kategorien hin: „Dass eine neue historische Orientierung Not tut, ist eine weit verbreitete Meinung. Wir müssen uns unsere Vergangenheit neu vergegenwärtigen, weil die Zukunftsperspektive unseres Lebens ganz unsicher geworden ist. Die in der Nachkriegsgeschichte tief in unser Selbstverständnis und unsere politische Kultur eingegrabenen Entwicklungslinien unserer Herkunft und Zukunft haben mit dem Zusammenbruch des Staatssozialismus und mit der deutschen Vereinigung ihre Konturen verloren. Nicht nur die Deutschen müssen sich fragen, wer sie sind, und für eine überzeugende, d. h. der Gegenwartserfahrung entsprechende Antwort neue Formen und Inhalte ihrer historischen Identität erarbeiten. […] Ein bloßer Rückgriff auf alte Orientierungsmuster, die nur deshalb als bewährt gelten, weil sie die Völker und Staaten Europas lange Zeit bestimmt haben, reicht natürlich nicht, denn unsere Situation passt in vielen Hinsichten nicht in den Erfahrungsrahmen der Vergangenheit. Das gilt vor allem für die historische Orientierungsgröße Nation.“
Susanne Popp kritisiert innerhalb der geschichtsdidaktischen Diskussion über das Thema Globalisierung, dass die Bindung an ein nationalstaatliches Kerncurriculum ungebrochen sei und diese Bindung auch in der gegenwärtigen, ohnehin eher zurückhaltenden geschichtsdidaktischen Diskussion über die potenziellen Folgen der Globalisierung für die Gestaltung zukünftigen historischen Lernens nicht ernsthaft in Frage gestellt werde. Der von Susanne Popp und Johanna Forster herausgegebene Band „Curriculum Weltgeschichte“, stellt sich der Diskussion über Rückwirkungen der Globalisierung auf das historische Denken und thematisiert die Integration von Weltgeschichte in den Geschichtsunterricht an Schulen und Universitäten.
Im Gegensatz zu Ansätzen der Interkulturalität bzw. des interkulturellen Lernens, welche die Heterogenität der historisch Lernenden stärker berücksichtigen möchte, geht der Begriff des Globalen Geschichtsbewusstseins davon aus, dass durch die Herausbildung einer multipolaren Welt und der Entstehung der Informationsgesellschaft ein einseitig am Westen orientiertes Geschichtsdenken an sein Ende gekommen ist und dies in der Geschichtsdidaktik entsprechend berücksichtigt werden sollte. Neben der vermeintlichen Neuausrichtung der Geschichtsdidaktik an einem kompetenzorientierten Lernen sollte eine stärker inhaltlich ausgerichtete Diskussion durch die Rückwirkungen der Globalisierung auf die Inhalte historischen Lernens stattfinden. 
In diesem Zusammenhang fordert Andreas Heuer eine Infragestellung des Begriffs Weltgeschichte. „Geschichtsbewusstsein als zusammenfassende Deutung aller Geschichten in einer Weltgeschichte ist das Ergebnis vielfältiger Entwicklungen, die im 19. Jahrhundert durch Kolonialismus und Industrialisierung zu einer europazentrischen Weltgeschichte führen.“
Der Begriff Weltgeschichte ist durch seinen Entstehungszusammenhang schon eurozentrisch affiziert. 
Die in den letzten Jahren sich entwickelnde Debatte über Weltgeschichte, die diesen Zusammenhang kritisch reflektiert, wird in der historischen Lehre an Schulen und Universitäten zu wenig beachtet. Diesem Sachverhalt stellt sich der Begriff Globales Geschichtsbewusstsein entgegen.
Globales Geschichtsbewusstsein steht vor der Frage, an welchen Inhalten der Übergang in eine nicht mehr vom Westen geprägte Welt  dargestellt werden soll. Die Problematik liegt darin, dass Nationalstaaten im Selbstverständnis der historischen Rekonstruktion von Vergangenheit nach wie vor eine zentrale Rolle spielen. Historisches Denken bedarf eines solchen Orientierungsrahmens, wenn die Erzählbarkeit von Geschichte weiterhin als zentrale Aufgabe in der Weitergabe von Vergangenheitswissen gesehen wird.  In diesem Sinn plädiert Susanne Popp nicht für eine welthistorische Meistererzählung, sondern vielmehr für ein gleichberechtigtes Miteinander vieler Weltgeschichten, wie sie sich aus den Perspektiven der einzelnen Regionen ergeben. 
Für Jürgen Osterhammel soll Weltgeschichte für pragmatische, ja didaktische Zwecke etwas Radikaleres bedeuten: „die Geschichte Deutschlands bzw. (Mittel-) Europas in der eigenen historischen Einbildungskraft mit ausgewählten historischen Erfahrungen anderer großer Zivilisationskomplexe zusammenzudenken.“
Dies würde in einem ersten Schritt bedeuten, dass Globales Geschichtsbewusstsein als zentraler Begriff der Geschichtsdidaktik viel stärker als bisher eine Hinwendung zu anderen Geschichten fördert, die die zunehmende politische und ökonomische Bedeutung nicht westlicher Länder und Regionen in den Blick nimmt. Damit würde ein Paradigmenwechsel in der Rekonstruktion von Vergangenheit im organisierten historischen Lernen erfolgen, der zu einer inhaltlichen Neuausrichtung der kompetenzorientierten Lehrpläne führen müsste, die sich dieser Herausforderung weitgehend entziehen. Ein erster Schritt wäre, „dass wir zunehmend die verschiedenen Geschichten wahrnehmen, die zu dieser Welt-Geschichte gehören. Vielleicht wäre hierfür der Begriff Welt-Geschichten angemessener.“
Globales Geschichtsbewusstsein ist ein Weg in der Geschichtsdidaktik, um die beiden Entwicklungen Globalisierung und die kritische Reflexion über Weltgeschichte stärker ins Zentrum des organisierten historischen Lernens zu stellen.